# Robert Ludlum
Robert Ludlum (New York, 25 maggio 1927 – Naples, 12 marzo 2001) è stato uno scrittore statunitense di romanzi d'avventura, spionaggio e thriller tecnologici. Autore da oltre 200 milioni di copie vendute, è noto soprattutto per aver creato il personaggio letterario di Jason Bourne, spia americana protagonista di una serie di romanzi thriller di grande successo, oltre che di una serie cinematografica interpretata da Matt Damon.

## Biografia
Ex attore e produttore teatrale, a quarant'anni Robert Ludlum decise di cimentarsi con la narrativa ottenendo notevole successo. I suoi libri sono stati tradotti in 32 lingue in oltre 40 paesi superando i 200 milioni di copie vendute.
È diventato celebre per la serie di romanzi The Bourne Identity ai quali sono stati parzialmente ispirati cinque film.

## Opere

### Pubblicati dall'autore
- L'eredità Scarlatti (The Scarlatti Inheritance) (1971)
- Striscia di cuoio (The Osterman Weekend) (1972)
- Il dossier Matlock (The Matlock Paper) (1973)
- L'ultima verità (Trevayne) (1973, scritto con lo pseudonimo di Jonathan Ryder)
- Il grido degli Halidon (The Cry of Halidon) (1974, scritto con lo pseudonimo di Jonathan Ryder)
- Sporco baratto (The Rhinemann Exchange) (1974)
- La via per Gandolfo (The Road to Gandolfo) (1975, scritto con lo pseudonimo di Michael Shepherd)
- Il treno di Salonicco (The Gemini Contenders) (1976)
- Il manoscritto (The Chancellor Manuscript) (1977)
- Il patto (The Holcroft Covenant) (1978)
- Il circolo Matarese (The Matarese Circle) (1979)
- Il mosaico di Parsifal (The Parsifal Mosaic) (1982)
- Aquitania (The Aquitaine Progression) (1984)
- L'agenda Icaro (The Icarus Agenda) (1988)
- La strada per Omaha (The Road to Omaha) (1992)
- Le illusioni dello Scorpione (The Scorpio Illusion) (1993)
- I guardiani dell'Apocalisse (The Apocalypse Watch) (1995)
- Circolo Matarese: conto alla rovescia (The Matarese Countdown) (1997)
- L'inganno di Prometeo (The Prometheus Deception) (2001)

### Serie Jason Bourne
1. Un nome senza volto (The Bourne Identity) (1980)
2. Doppio inganno (The Bourne Supremacy) (1986)
3. Il ritorno dello sciacallo (The Bourne Ultimatum) (1990)

### Serie Covert One
1. Laboratorio mortale (The Hades Factor) (2000, scritto con Gayle Lynds)
2. Cassandra Compact (The Cassandra Compact) (2001, scritto con Philip Shelby)
3. L'alleato (The Paris Option) (2002, scritto con Gayle Lynds)
4. Codice Altman (The Altman Code) (2003, scritto con Gayle Lynds)
5. Lazarus vendetta (The Lazarus Vendetta) (2004, scritto con Patrick Larkin)
6. Il vettore di Mosca (The Moscow Vector) (2005, scritto con Patrick Larkin e Keith Farrell)
7. Incidente artico (The Arctic Event) (2007, scritto con James H. Cobb)
8. Il dio della guerra (The Ares Decision) (2011, scritto con Kyle Mills)
9. Il potere di giano (The Janus Reprisal) (2012, scritto con Jamie Freveletti)
10. Esperimento Utopia (The Utopia Experiment) (2013, scritto con Kyle Mills)
11. The Geneva Strategy (by Jamie Freveletti) (2015)
12. The Patriot Attack (by Kyle Mills) (2015)

### Accreditati a Ludlum, pubblicati postumi
- Protocollo Sigma (The Sigma Protocol) (2001)
- La direttiva (The Janson Directive) (2002)
- Complotto (The Tristan Betrayal) (2003)
- Il segreto di Ambler (The Ambler Warning) (2005)
- La fondazione Bancroft (The Bancroft Strategy) (2006)

## Sequel di libri di Ludlum scritti da Lustbader
I seguenti sequel sono stati scritti da Eric Van Lustbader:
1. The Bourne Legacy - L'eredità di Bourne (2004)
2. The Bourne Betrayal - La colpa di Bourne (2007)
3. The Bourne Sanction - La scelta di Bourne (2008)
4. The Bourne Deception - Il rischio di Bourne (2009)
5. The Bourne Objective - La preda di Bourne (2010)
6. The Bourne Dominion - Il dominio di Bourne (2011)
7. The Bourne Imperative - Il nemico di Bourne (2012)
8. The Bourne Retribution - La vendetta di Bourne (2013)
9. The Bourne Ascendancy - Ascendente Bourne (2015)
10. The Bourne Enigma - Enigma Bourne (2016)
11. The Bourne Initiative (2017)
12. The Bourne Affair (2018)
13. The Bourne Nemesis (2019)